# Tomás de Iriarte

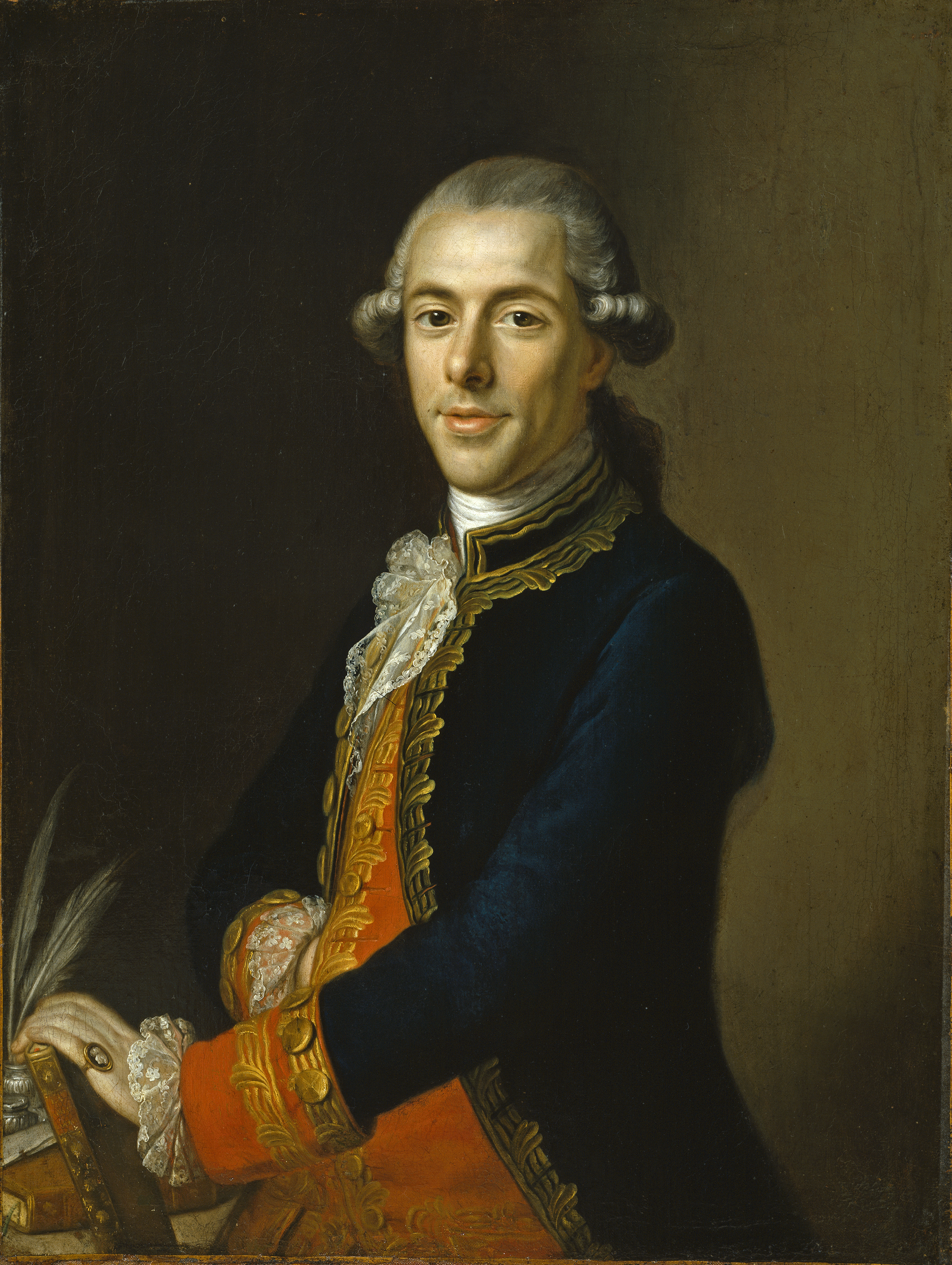
Tomás de Iriarte y Oropesa

Tomás de Iriarte (oder Yriarte) y Oropesa (* 18. September 1750 in La Orotava (heute Puerto de la Cruz), Teneriffa; † 17. September 1791 in Madrid) war ein spanischer Dichter der Aufklärung.

## Leben und Werk
Tomás de Iriarte entstammte einer gebildeten Familie von Schriftstellern. Seine Eltern waren Bernado de Iriarte und dessen Ehefrau Barbara de las Nievas de Oropesa. Er hatte verschiedene Brüder darunter Bernado und Domingo, die im diplomatischen Dienst Karriere machten.
Im Alter von 13 Jahren wurde er für seine Ausbildung nach Madrid zu seinem Onkel geschickt, dem Humanisten und königlichen Bibliothekar Juan de Iriarte (1701–1771). Mit 18 Jahren begann er, französische Dramen für das königliche Theater zu übersetzen und legte damit den Grundstein für seine literarische Karriere. Im Jahr 1770 veröffentlichte er als Tirso Imarete, einem Anagramm seines Namens, eine eigene Komödie mit dem Titel Hacer que hacemos.
In den 1770er Jahren war Iriarte als offizieller Übersetzer des Staatssekretariats tätig, seit 1776 auch als Archivar. Er führte als Literat in Madrid eine kultiviertes Leben, war, wie in seiner Zeit üblich, in literarische Auseinandersetzungen verwickelt und hielt den Kontakt zu intellektuellen Zirkeln. Im Ausland wurde er 1780 bekannt durch La música, ein Lehrgedicht. Berühmtheit erlangte er 1782 mit seinen Fábulas literarias, einer Sammlung von in Versen gefassten Fabeln, die im Gegensatz zu deren tradierten Intentionen keine Moral enthielten, sondern als Abhandlungen klassisch-antiker Theorien konzipiert waren.
Tomás de Iriartes Werk wird dem literarischen Klassizismus zugeordnet; sein Stil ist gekennzeichnet durch Nüchternheit und satirischen bis kritischen Ton. Es inspirierte unter anderem den spanischen Dichter Félix María Samaniego (1745–1801) zu dessen Fábulas morales, entstanden zwischen 1781 und 1784.
Iriarte geriet, nicht zuletzt wegen seiner literarischen Fabeln, in persönliche Konflikte und wurde 1786 der spanischen Inquisition angezeigt. Er starb im Alter von 41 Jahren an der Gicht.